# 블론디 (만화)

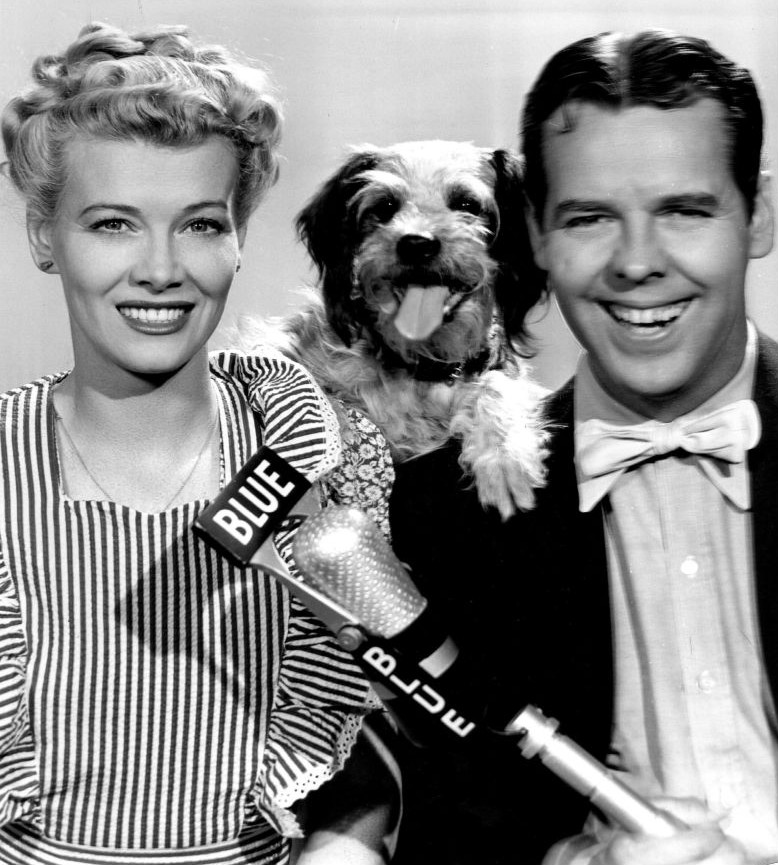

블론디(영어: Blondie)는 시크 영의 미국 신문 만화이다. 1930년부터 연재가 시작되었다.